# Roberto Menescal
Roberto Menescal, född 25 oktober, 1937, är en brasiliansk jazzgitarrist och en viktig artist för grundandet av bossa nova. I många av hans sånger är det referenser till havet. Han är också känd för sitt samarbete med Carlos Lyra. Menescal har spelat olika medium inom latinsk musik, inklusive brasiliansk pop, Música Popular Brasileira, bossa nova och samba. 2002 blev han nominerad till en Latin Grammy för sitt arbete med sin sons (Márcio Menescal) bossagrupp Bossacucanova.